# (2072) Kosmodemyanskaya
(2072) Kosmodemyanskaya ist ein kleiner Hauptgürtel-Asteroid, der von Tamara Michailowna Smirnowa am 31. August 1973 am Krim-Observatorium in Nautschnyj entdeckt wurde. Er ist nach Ljubow Timofejewna Kosmodemjanskaja, der Mutter der Helden der Sowjetunion Soja Anatoljewna Kosmodemjanskaja und Alexander Anatoljewitsch Kosmodemjanski benannt.